# 男鹿港
秋田県男鹿市にある港だとすると、もしかして
- 船川港

ではありませんか？